# Hubertus Christ
Hubertus Christ (* 10. Juli 1936 in Brünn; † 7. März 2016) war ein deutscher Ingenieur und Manager.

## Leben und Wirken
Nach einer Ausbildung zum Maschinenschlosser studierte Hubertus Christ von 1956 bis 1961 Maschinenbau an der Technischen Hochschule Karlsruhe (heute Karlsruher Institut für Technologie). Nach seinem Diplom arbeitete er dort zwischen 1961 und 1969 als Assistent, Oberingenieur und Privatdozent am Institut für Technische Mechanik. 1966 wurde er zum Dr.-Ing. promoviert und 1969 habilitierte er im Fach Technische Mechanik. 1975 wurde er hier zum außerplanmäßigen Professor ernannt.
1970 begann er bei der Daimler-Benz AG, wo er den Forschungsbereich „Fahrzeug“ aufbaute, den er bis 1982 leitete. Von 1983 bis 1986 war er Daimler-Forschungsdirektor für Antriebe, Strömungsmaschinen, Werkstoffe, Technische Physik, Fahrzeug, Umwelt und Verkehr. 1987 wechselte er in den Vorstand der ZF Friedrichshafen AG, wo er bis 1996 für das Ressort Technik verantwortlich war. Mit seiner Pensionierung wechselte er in den Aufsichtsrat der ZF Friedrichshafen AG. Er hatte zahlreiche Aufsichtsratsmandate, unter anderem bei Hilti, Texas Instruments Deutschland, Vorwerk und dem ehemaligen Forschungszentrum Karlsruhe.
Von 1998 bis 2003 war Christ Präsident des Vereins Deutscher Ingenieure (VDI). Von 2004 bis 2009 war er der Vorsitzende des Vorstandes des Deutschen Verbandes technisch-wissenschaftlicher Vereine (DVT).
Christ war Mitglied des Hochschulrates der Universität Karlsruhe und Vorsitzender des Universitätsrates der Hochschule Ravensburg-Weingarten. Er war Mitglied des Kuratoriums des Deutschen Museums, des Zukunftspreises des deutschen Bundespräsidenten und von der Stiftung Jugend forscht. An der Tsinghua-Universität in Peking und der Jiaotong-Universität Shanghai war er Advisory Professor sowie Beiratsmitglied der Rhode Island University.
In früherer Tätigkeit war er Vorsitzender des Kuratoriums der Arbeitsgemeinschaft industrieller Forschungsvereinigungen (AiF) und Vorsitzender des Ausschusses Forschung und Technologie des Bundesverbandes der Deutschen Industrie (BDI).

## Ehrungen und Auszeichnungen
Vom Verein Deutscher Ingenieure erhielt Christ 2005 die Grashof-Denkmünze. Die Hochschule Ravensburg-Weingarten ernannte ihn 2009 zum Ehrensenator. Im April 2011 erhielt er das Bundesverdienstkreuz am Bande des Verdienstordens der Bundesrepublik Deutschland.